# Ines Vercesi
Iones «Ines» Vercesi (5 de enero de 1916 – 24 de abril de 1997) fue una gimnasta italiana que compitió en los Juegos Olímpicos de Ámsterdam 1928.
En 1928  ganó la medalla de plata como miembro del equipo de gimnasia italiano.